# (13475) Orestes
(13475) Orestes ist ein Asteroid aus der Gruppe der Jupiter-Trojaner. Damit werden Asteroiden bezeichnet, die auf den Lagrange-Punkten auf der Bahn des Jupiter um die Sonne laufen.
(13475) Orestes wurde am 19. September 1973 von den niederländischen Astronomen Cornelis Johannes van Houten, Ingrid van Houten-Groeneveld und Tom Gehrels am Palomar-Observatorium (IAU-Code 675) entdeckt. Er ist dem Lagrangepunkt L4 zugeordnet.
Der Asteroid ist nach dem mythologischen griechischen Helden Orestes benannt, dem Sohn des Königs Agamemnon und seiner Gattin Klytaimnestra. Er tötete auf Bitten seiner Schwester Elektra seine Mutter und deren Geliebten Aigisthos aus Rache für die Ermordung des Vaters und wurde dafür von den Erinnyen verfolgt, bis er auf dem Areopag in Athen freigesprochen wurde.